# Kermesbær-familien
Kermesbær-familien (Phytolaccaceae) rummer ca. 18 slægter og omtrent 60 arter mest forekommende i Sydamerika. Bladene er enkle, spredtsiddende og glatte. Blomsterne er små og sidder i tætte aks eller toppe. Her omtales kun den ene slægt, som er repræsenteret ved en art, som dyrkes eller er forvildet i Danmark.
| Slægter |

- Kermesbær (Phytolacca)